# 역사탐정
역사탐정(歴史探偵,れきしたんてい)는 NHK 종합 텔레비전에서 방송되고 있는 역사 교양 프로그램으로 역사비화 히스토리아의 후속으로 NHK 오사카 방송국의 제작으로 일본 전역에 방송되는 프로그램이다. 2021년 3월 31일 첫방송 되었다,

## 프로그램 개요
역사탐정의 전신인 『역사비화 히스토리아』와는 크게 달리 일본의 배우 사토 지로가 탐정사를 결성,역사에 도전하는 신감각 프로그램.현장 조사, 과학 실험, 시뮬레이션을 구사해서 고대,전국,에도막부 말기,그 대사건의 진상에 대해 알아본다.

## 방송 시간
- 본방: 매주 수요일 밤 10시 30분 ~ 11시 15분(45분)
  - 재방: 매주 금요일 밤 0시 52분 ~ (목요일에서 금요일로 넘어오는 시간), 오후 3시 10분

## 출연자
- 탐정소장: 일본의 배우 사토 지로
- 부소장: 와타나베 사와코: NHK 오사카 방송국 아나운서
- 탐정: 치카다 유이치, 이시바시 아사, 모리타 요헤이: NHK 오사카 방송국 아나운서, 아오이 미노루: NHK 방송 센터 아나운서

## 사이트
- NHK 역사탐정 홈페이지